# 형곡초등학교
형곡초등학교는 대한민국 경상북도 구미시에 있는 초등학교다.

## 학교 연혁
- 1991.03.01 송정국민학교에서 분리 개교(32학급, 921명)
- 1993.03.01 형곡서부초등학교 분리
- 1994.06.24 경상북도교육청 지정 연구학교 운영 보고회
- 1995.03.01 형남초등학교 분리
- 1996.03.01 경상북도구미교육청 지정 교육방송 지역중심학교
- 1998.10.30 경상북도교육청 지정 영어교육 시범학교 운영보고
- 2004.11.04 경상북도구미교육청 지정 교과교육(국어과)시범학교 운영보고
- 2011.09.01 제11대 김영곤 교장 부임
- 2012.03.01 도지정 연구학교 특수교육(통합체육) 영역 선정
- 2013.02.18 제22회 졸업(계:8,192명)
- 2013.03.01 43학급 편성(특수학급 2학급) 1,210명
- 2014.02.19 제23회 졸업(계:9,018명)
- 2014.03.01 제12대 우상락 교장 부임
- 2014.03.01 40학급 편성(특수학급 2학급) 1,108명